# Липани
Липани (слч. Lipany, мађ. Héthárs) су град у Словачкој, у оквиру Прешовског краја, где су значајно насеље у саставу округа Сабинов.

## Географија
Липани су смештени у североисточном делу државе. Главни град државе, Братислава, налази се 420 km западно од града.
Рељеф: Липани су се развили у источном делу Татри, у долини испод планине Чергов. Надморска висина граде је око 390 m.
Клима: Клима у Липанима је умерено континентална.
Воде: Кроз Липани протиче речица Ториса.

## Историја
Људска насеља на простору Липана везују се још за праисторију. Насеље под данашњим именом први пут се спомиње у 1312. године. Насеље је добило градска права у 16. веку.
Крајем 1918. године. Липани су постали део новоосноване Чехословачке. У време комунизма град је нагло индустријализован, па је дошло до наглог повећања становништва. После осамостаљења Словачке град је постао општинско средиште, али је дошло и до проблема везаних за преструктурирање привреде.

## Становништво
| Година:    | 1994. | 2004.   | 2014.   | 2024.   |
| ---------- | ----- | ------- | ------- | ------- |
| Број људи: | 5800  | 6302    | 6422    | 6450    |
| Разлика:   |       | +8,65 % | +1,90 % | +0,43 % |

| Година:    | 2023. | 2024.   |
| ---------- | ----- | ------- |
| Број људи: | 6451  | 6450    |
| Разлика:   |       | -0,01 % |

Данас Жељезовце имају близу 6.500 становника и последњих година број становника стагнира.
Етнички састав: По попису из 2001. године састав је следећи:
- Словаци - 91,2%,
- Роми - 7,4%,
- Чеси - 0,3%,
- остали.

Верски састав: По попису из 2001. године састав је следећи:
- римокатолици - 89,6%,
- гркокатолици - 6,0%,
- атеисти - 2,4%,
- лутерани - 0,3%,
- остали.

## Партнерски градови
- Gmina Piwniczna-Zdrój

## Галерија
- Градска кућа Липана
- Градска римокатоличка црква
- Градски парк
- Булевар у Липанима